# Centistes
Centistes is een geslacht van insecten uit de orde vliesvleugeligen (Hymenoptera) en de familie schildwespen (Braconidae).

## Soorten
- C. agilis (Cresson, 1872)
- C. aino (Watanabe, 1937)
- C. antennalis (Watanabe, 1937)
- C. ater (Nees, 1834)
- C. brevitarsus Chen & Van Achterberg, 1997
- C. carinatus Chen & Van Achterberg, 1997
- C. claripennis (Ashmead, 1900)
- C. clavipes (Nees, 1834)
- C. collaris (Thomson, 1895)
- C. convexitemporalis Belokobylskij, 1992
- C. cuspidatus (Haliday, 1833)
- C. chaetopygidium Belokobylskij, 1992
- C. choui Belokobylskij, 2000
- C. delusorius (Forster, 1862)
- C. diabroticae (Gahan, 1922)
- C. dilatus Papp, 1992
- C. distinguendus (Sarra, 1929)
- C. dmitrii Belokobylskij, 1996
- C. edentatus (Haliday, 1835)
- C. epicaeri Muesebeck, 1958
- C. flavipes Szepligeti, 1911
- C. flavus Chen & Van Achterberg, 1997
- C. fossulatus Granger, 1949
- C. fulvicollis Granger, 1949
- C. fuscipes (Nees, 1834)
- C. gasseni Shaw, 1995
- C. guizhouensis Chen & Van Achterberg, 1997
- C. indicus Ahmad, Haider & Shujauddin, 2002
- C. intermedius Chen & Van Achterberg, 1997
- C. kaplanovi Belokobylskij, 1995
- C. kurilensis Belokobylskij, 2000
- C. laevis (Cresson, 1872)
- C. ludius (Belokobylskij, 1992)
- C. malaisei Belokobylskij, 2000
- C. manchzhuricus Belokobylskij, 1992
- C. medythiae Maeto & Nagai, 1985
- C. microvalvis Belokobylskij, 1992
- C. minutus Chen & Van Achterberg, 1997
- C. mucri Belokobylskij, 2000
- C. muravievi Belokobylskij, 1996
- C. nasutus (Wesmael, 1838)
- C. ocularis Chen & Van Achterberg, 1997
- C. odarka (Belokobylskij, 1996)
- C. ophthalmicus Granger, 1949
- C. parentalis Belokobylskij, 2000
- C. paupella (Shenefelt, 1969)
- C. planivalvis Belokobylskij, 1992
- C. pteropygidium Belokobylskij, 1992
- C. pumilio Belokobylskij, 2000
- C. punctatus

Centistes punctatus (Brues) (Brues, 1926)
Centistes punctatus (Chen & Van Achterberg) Chen & Van Achterberg, 1997
- C. rufithorax Telenga, 1950
- C. rufus Chen & Van Achterberg, 1997
- C. scutellaris Belokobylskij, 1992
- C. scymni Ferriere, 1954
- C. semiruficus Belokobylskij, 1992
- C. shufanus Belokobylskij, 2000
- C. sinapis Papp, 1994
- C. spasskensis Belokobylskij, 1992
- C. splendidus Papp, 1992
- C. striatus Chen & Van Achterberg, 1997
- C. subsulcatus (Thomson, 1895)
- C. sylvicola Belokobylskij, 1992
- C. tsherskii Belokobylskij, 1995
- C. venyukovi Belokobylskij, 1993
- C. xanthosceles van Achterberg, 1985
- C. yunnanus Chen & Van Achterberg, 1997